# Festuca coromotensis
Festuca coromotensis är en gräsart som beskrevs av Briceño. Festuca coromotensis ingår i släktet svinglar, och familjen gräs.
Artens utbredningsområde är Venezuela. Inga underarter finns listade i Catalogue of Life.